# Richard M. Osgood
Richard Magee Osgood Jr. (* 28. Dezember 1943 in Kansas City, Missouri; † 20. Oktober 2023) war ein US-amerikanischer Optik-Ingenieur (Laser-Technik, Nanooptik) und Angewandter Physiker. Er war Professor für Elektrotechnik und Angewandte Physik an der Columbia University.

## Leben
Osgood studierte an der United States Military Academy und schloss sein naturwissenschaftliches Studium dort 1965 mit einem Bachelor ab. Danach absolvierte er an der Ohio State University einen Masterstudiengang, den er 1968 abschloss. Osgood erlangte im Jahr 1973 seine Promotion am Massachusetts Institute of Technology (MIT) in Physik und war danach bis 1981 am Lincoln Laboratory des MIT tätig. Ab 1981 war er Associate Professor und ab 1988 Higgins Professor an der Columbia University. 1984 bis 1990 war er Co-Direktor des Radiation Laboratory der Universität und war 1986 Gründer und bis 1990 Direktor der Microelectronics Sciences Laboratories (MSL) der Columbia University.
1978 war er Gastwissenschaftler am Los Alamos National Laboratory (LANL) und 1980 im Ad-hoc-Komitee für Isotopentrennung mit Lasern. 1982 bis 1990 beriet er das LANL. Von 1985 an war er im Beratergremium der Defense Advanced Research Projects Agency (DARPA Defense Sciences Research Council). Von 2000 bis 2002 war er Associate Director des Brookhaven National Laboratory und von 2002 an leitender Director des dort ansässigen Nanoscience Center. Außerdem war er am Basic Energy Sciences Advisory Board des Department of Energy (DOE) tätig.
Osgood starb am 20. Oktober 2023 im Alter von 79 Jahren.

## Werk
Seine Forschungsaktivitäten bewegten sich hauptsächlich auf zwei Gebieten:
1. Die Festkörper- und Oberflächenphysik und -chemie.
2. Die optische Physik und deren Bauelemente.
Dabei beschäftigte er sich mit vielen Grundlagenfragen der optischen Physik, der integrierten Optik, der Entwicklung neuer Infrarot- und UV-Laser, der chemische Anwendung von Lasern für Materialverarbeitung (Schwerpunkt Halbleiterindustrie).
2005 demonstrierte er Metamaterialien mit negativem Brechungsindex erstmals im nahen Infrarot Bereich.
2001 entwickelte er neuartige photonische Kristallfasern (photonic crystal fibers, PCF) mit elliptischer Hohlraumform der Röhren und Eigenschaften wie hoher Doppelbrechung bei stabilem Einmodenbetrieb (zero walk off).
In der Integrierten Optik demonstrierte er 2001 Raman-Verstärkung (optische Verstärker) in SOI-Technik (Silicon on Insulator, das heißt Silizium-Drähte auf einer Isolator-Unterlage, mit Dimensionen im Sub-Mikrometer Bereich) Außerdem entwickelte er schnelle optische Schalter in der Integrierten Optik.
1981 demonstrierte er mit Thomas F. Deutsch und Daniel J. Ehrlich chemisches Ätzen von Silizium im Mikrometerbereich mit einem Argon-Ionen-Laser, der die Oberfläche erhitzte und chemische Reaktionen in einer Chlorgas- oder Chlorwasserstoffgas-Atmosphäre erzeugte. Sie entwickelten Ende der 1970er Jahre auch Techniken zur Erzeugung von Metallfilmen mit laserinduzierter Photodissoziation.
1979 entwickelte er mit Daniel Ehrlich und Peter Moulton einen UV-Festkörperlaser, damals der optisch gepumpte Festkörper-Laser mit der kürzesten Wellenlänge.
In den 2010er Jahren befasst er sich zum Beispiel mit lift off Methoden um einkristalline dünne Filme zum Beispiel von Graphen zu erzeugen (Crystal Ion Slicing) und mit Methoden der Herstellung von Silizium-Nanokristallen und Nanodrähten für die Photonik.

## Auszeichnungen
Während seiner Zeit am MIT erhielt er das Hertz Foundation Fellowship und im Jahr 1989 wurde er Guggenheim Fellow für Arbeiten zu Wechselwirkungen von Licht mit Festkörperoberflächen.
1969 erhielt er den Samuel Burka Award des US Avionics Laboratory und 1991 den R. W. Wood Prize. Er war Fellow der Optical Society of America, des IEEE und der American Physical Society (APS).
1981 bis 1988 war er Associate Editor des IEEE Journal of Quantum Electronics.
1991 bis 1993 war er Distinguished Traveling Lecturer der APS und 1986 bis 1990 für IEEE LEOS und er war Plenarsprecher der OITDA (Japanese Optoelectronic Industry and Technology Development Association).
Für 2015 wurde ihm der Quantum Electronics Award zugesprochen.